# Oliver McBurnie
Oliver McBurnie (* 4. Juni 1996 in Leeds, England) ist ein schottischer Fußballspieler, der aktuell bei der UD Las Palmas unter Vertrag steht.

## Karriere

### Verein
Geboren und aufgewachsen in England, begann Oliver McBurnie im Alter von sieben Jahren bei Leeds United mit dem Fußballspielen. Dort spielte er bis 2010, ehe er zu Bradford City wechselte. Für die A-Mannschaft machte er von 2013 bis 2015 15 Spiele. 2015 wurde er an den FC Chester verliehen. Kurz nach seiner Rückkehr kaufte ihn Swansea City für 350 Tausend Euro. Bei Swansea wurde er nach zwei Leihen, 2016 zur festen Kraft im Sturm. Der Schotte machte nach den beiden Stopps bei Newport County und den Bristol Rovers, 22 Tore in 58 Spielen für den Zweitligisten. Kurz vor seinem Abschied, folgte 2018 noch eine Leihe zum FC Barnsley.
2019 wechselte McBurnie für rund 19 Millionen Euro in die Premier League zu Sheffield United. Sein Premier-League-Debüt machte er direkt am ersten Spieltag nach Einwechslung bei einem 1:1-Unentschieden gegen den AFC Bournemouth. Zwei Wochen später schoss er bei einer 1:2-Niederlage gegen Leicester City direkt sein erstes Tor in der höchsten englischen Spielklasse. Bei den Blades war er von Anfang an Stammspieler und machte in seiner ersten Saison wettbewerbsübergreifend 40 Spiele und sechs Tore. In der Saison 2020/21 spielte er schließlich nur noch 23 Ligaspiele und traf einmal. Nach dem Abstieg als Tabellenletzter spielte McBurnie in der Championship-Spielzeit 2021/22 28 Mal, blieb jedoch ohne Torerfolg. Trotz verpasstem Wiederaufstieg blieb McBurnie bei dem Klub und wurde durch 15 Tore in insgesamt 41 Saisonspielen wieder zum Stammspieler in der Mannschaft. Mit dem Verein schaffte er den Aufstieg als Vizemeister und spielte somit künftig wieder in der Premier League. In seiner zweiten Spielzeit in Sheffield stieg McBurnie mit seiner Mannschaft als Tabellenletzter aus der Premier League 2020/21 ab. Nach zwei Spielzeiten in der EFL Championship gelang ihm mit dem Team 2023 der Wiederaufstieg zurück in die Premier League, in welcher er daraufhin ein weiteres Jahr für den Verein aktiv war.
Nach Auslaufen seines Vertrags in Sheffield verpflichtete ihn im Sommer 2024 der spanische Erstligist UD Las Palmas.

### Nationalmannschaft
McBurnie debütierte für die schottische Fußballnationalmannschaft, nach 16 Einsätzen für dessen U19- und U21-Auswahl, am 23. März 2018 gegen Costa Rica (0:1). Nach fünf Einsätzen in der EM-Qualifikation 2020 schaffte er es mit seinem Team über zwei Elfmeterschießen in den Playoffs, wobei McBurnie seinen Elfmeter im Finale verwandelte, sich für die EM 2020 zu qualifizieren. McBurnie jedoch wurde nach vier weiteren Länderspielen nicht mehr berufen und stand somit auch nicht im EM-Kader.